# Le Bec-Hellouin

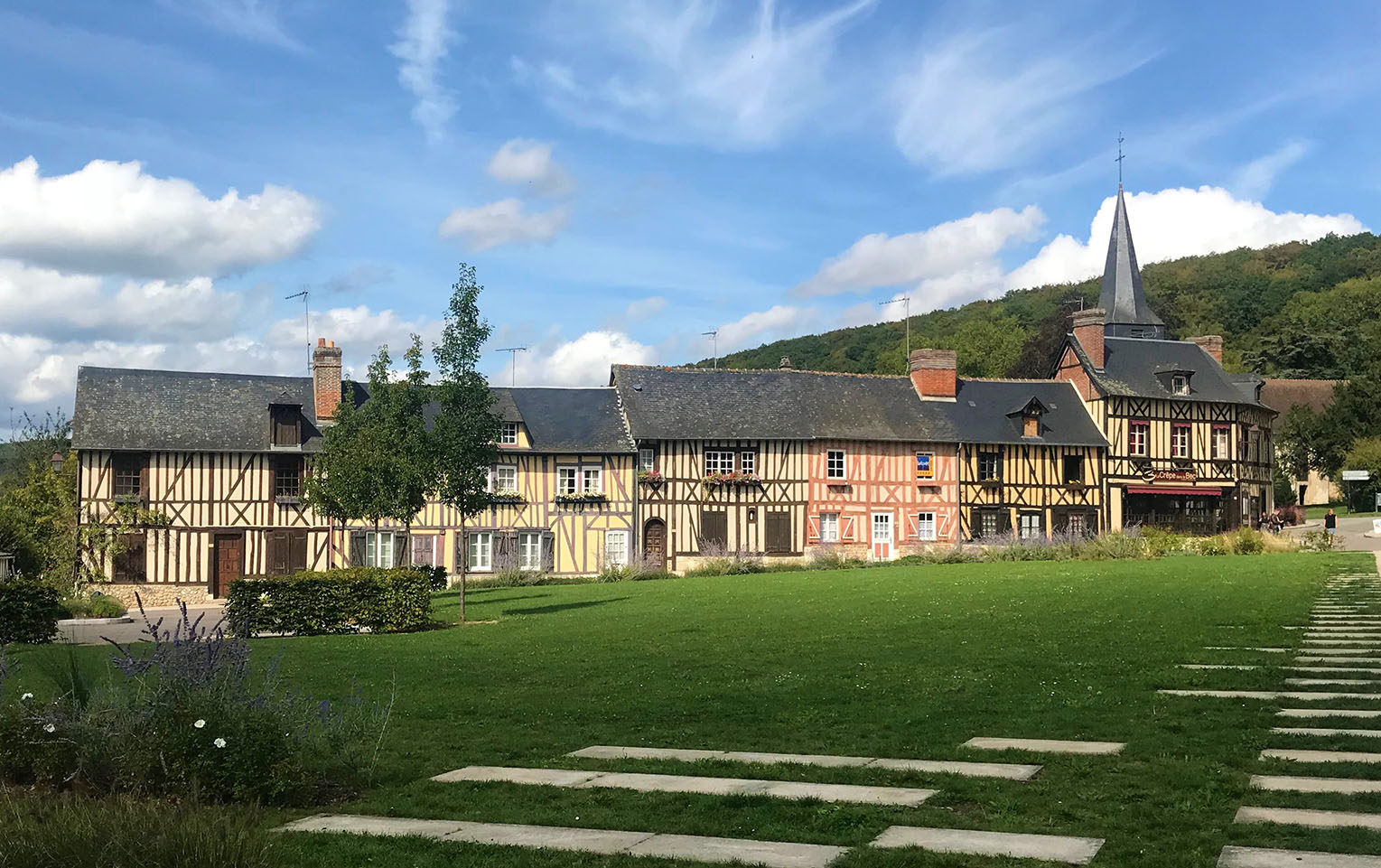
La villa de Le Bec-Hellouin

Le Bec-Hellouin es una localidad y comuna francesa situada en la región de Alta Normandía, departamento de Eure, en el distrito de Bernay y cantón de Brionne.

## Demografía
| 465 | 566 | 439 | 470 | 434 | 406 |
| Para los censos de 1962 a 1999 la población legal corresponde a la población sin duplicidades (Fuente: INSEE [Consultar]) |     |     |     |     |     |